# St. Peter (Zweibrücken)
Die Kirche St. Peter ist eine römisch-katholische Pfarrkirche im Zweibrücker Stadtteil Ixheim. Das dem heiligen Petrus gewidmete Kirchengebäude ist im Verzeichnis der Kulturdenkmäler des Kreisfreien Stadt Zweibrücken aufgeführt.

## Die Pfarrei
Die Pfarrei St. Peter umfasst neben den Katholiken aus Ixheim auch die der Zweibrücker Stadtteile Rimschweiler und Mittelbach-Hengstbach. Es handelt sich hierbei um rund 2000 Gemeindemitglieder.

## Das Kirchengebäude
Das Kirchengebäude in der Ixheimer Kirchbergstraße wurde in den Jahren 1930 bis 1933 nach Plänen des Architekten Albert Boßlet (Würzburg) im Stil des Expressionismus errichtet. Es handelt sich um einen dreischiffigen Sandsteinquaderbau. Zur Gesamtanlage der Kirche gehört auch ein Pfarrhaus.
Aufgrund von Schäden, die eindringendes Wasser verursacht hatten, wurde im Jahr 2010 der Turm der Kirche restauriert. Dabei wurden verfaulte Balken ausgewechselt, schadhafte Sandsteine ausgetauscht, Fugen ausgebessert sowie die Randrinnen erneuert. Auch das Turmkreuz wurde erneuert. Auf dem Turmdach wurden die Kunstschieferplatten durch echte Schieferplatten ersetzt. Nach Abschluss der Restaurierungsmaßnahmen, deren Kosten sich auf 125.000 Euro beliefen, baute der Naturschutzbund einen Nistkasten für Turmfalken oder Eulen ein. Im Turm gibt es außerdem noch Platz für Fledermäuse.